# Valmir Sulejmani
Valmir Sulejmani, né le 1er février 1996 à Burgwedel en Allemagne, est un footballeur international kosovar. Il évolue au poste d'ailier au FC Ingolstadt.

## Carrière
Il est prêté six mois au FC Union Berlin en janvier 2015.
En août 2014, il est appelé en équipe d'Albanie espoirs. Son club l'empêche cependant de rejoindre le rassemblement. Il fait finalement partie des joueurs retenus en sélection du Kosovo en août 2015.

## Statistiques
| Saison                | Club                   | Championnat           | Championnat | Championnat | Coupe(s) nationale(s) | Coupe(s) nationale(s) | Kosovo | Kosovo | Total | Total |
| Saison                | Club                   | Division              | M.          | B.          | M.                    | B.                    | M.     | B.     | M.    | B.    |
| 2013-2014             | Hanovre 96             | Bundesliga            | 5           | 0           | 0                     | 0                     | -      | -      | 5     | 0     |
| 2014-2015             | Hanovre 96             | Bundesliga            | 0           | 0           | 0                     | 0                     | -      | -      | 0     | 0     |
| 2014-2015             | FC Union Berlin (prêt) | 2. Bundesliga         | 6           | 0           | 0                     | 0                     | -      | -      | 6     | 0     |
| 2015-2016             | Hanovre 96             | Bundesliga            | 4           | 0           | 0                     | 0                     | 1      | 0      | 5     | 0     |
| Total sur la carrière | Total sur la carrière  | Total sur la carrière | 15          | 0           | 0                     | 0                     | 1      | 0      | 16    | 0     |